# جميل قاشا
جميل قاشا (1958 جسر الشغور - ) فنان تشكيلي (نحات) سوري. تخرج من كلية الفنون الجميلة في دمشق عام 1982. وأقام معارض عديدة في سورية تجسدت في النحت على الحجارة المستخرجة من نهر العاصي والنهر الكبير الشمالي، كما أقام معرض نحت في امستردام بهولندا عام 1993.